# Otto Fürst von Bismarck

Otto Fürst von Bismarck

Otto Christian Archibald Graf von Bismarck-Schönhausen, ab 1904 Fürst von Bismarck (* 25. September 1897 in Schönhausen; † 24. Dezember 1975 in Friedrichsruh) war ein deutscher Politiker (DNVP, NSDAP, später CDU) und Diplomat.

## Leben und Beruf
Bismarck war der Sohn von Herbert Fürst von Bismarck, der starb, als Otto sechs Jahre alt war, und Enkel des ehemaligen Reichskanzlers Otto von Bismarck. Seine Mutter war Gräfin Marguerite Hoyos. Nach dem Abitur 1915 studierte er Rechtswissenschaften in Berlin und Kiel, wo er auch sein Referendariat absolvierte. Unterbrochen wurde seine Ausbildung durch den Kriegsdienst 1917/18, den er als Leutnant beendete. Er war von 1921 bis 1923 „Erbhofbauer“ in Friedrichsruh, außerdem Besitzer von Schönhausen. In diesen Jahren verwaltete er seine Güter und war auf Auslandsreisen unterwegs.
Im April 1927 trat Bismarck in den Auswärtigen Dienst ein und war zunächst als Attaché in der Abteilung II (West- und Südosteuropa) eingesetzt. Am Ende des Jahres legte er die diplomatisch-konsularischen Prüfungen ab und wurde daraufhin zum Legationssekretär ernannt. Den Verwendungen in Stockholm (bis 1928) und London folgte die Tätigkeit als Dirigent der Politischen Abteilung im Auswärtigen Amt von 1937 bis 1940. 1935 wurde er Mitglied der Organisation Anglo-German-Fellowship. Als Gesandter und seit dem 5. August 1943 Geschäftsträger, war Bismarck bis 30. August 1943 an der Deutschen Botschaft im Königreich Italien in Rom tätig. Von November 1943 bis November 1944 war Bismarck Leiter des Italien-Ausschusses im Auswärtigen Amt. Danach bewirtschaftete er wieder den Familienbesitz Friedrichsruh.

## Politisches Engagement
In der Weimarer Republik gehörte von Bismarck von 1919 bis 1931 der DNVP an. Von 1924 bis 1928 war er Reichstagsabgeordneter. Bereits um die Jahreswende 1932/33 rechnete er sich von einer Berufung Adolf Hitlers zum Reichskanzler offenbar größere Vorteile für die persönliche Karriere aus. Zum 1. Mai 1933 schloss er sich der NSDAP an (Mitgliedsnummer 2.700.155).
1952 führte er mit Friedrich Middelhauve Gespräche über einen Beitritt zur FDP, bei denen ihm auch eine Bundestagskandidatur in Aussicht gestellt wurde. Schließlich entschloss er sich jedoch zu einer Mitgliedschaft in der CDU. Von 1953 bis 1965 war er als direkt gewählter Abgeordneter des Wahlkreises Herzogtum Lauenburg Mitglied des Deutschen Bundestages und gehörte dort dem Auswärtigen Ausschuss, dem Ausschuss für Gesamtdeutsche und Berliner Fragen und dem Ausschuss für Atomfragen an. Bismarck war außerdem Mitglied der Parlamentarischen Versammlung des Europarates, deren Vizepräsident er von 1959 bis 1960 sowie von 1961 bis 1966 war. Von 1957 bis 1961 war er außerdem Vorsitzender der Deutschen Parlamentarischen Gesellschaft. 1965 wurde er mit dem Großen Bundesverdienstkreuz ausgezeichnet.
Auf dem Gut Bismarcks im Sachsenwald wurde der nationalsozialistische Kriegsverbrecher Richard Baer nach 15-jährigem Aufenthalt 1960 verhaftet. Der Arbeitgeber gab dazu keine Erklärung ab.

## Familie

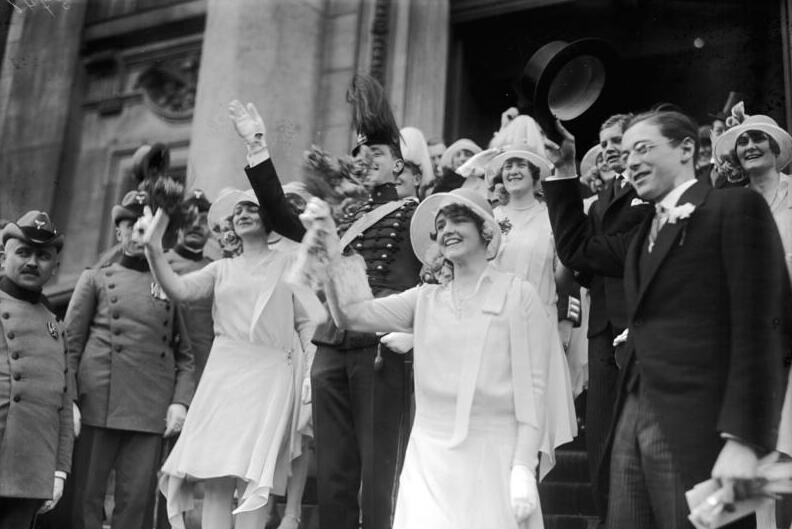
Gäste bei der Hochzeit Otto von Bismarcks mit Ann-Mari Tengbom 1928

Bismarck heiratete am 18. April 1928 in Berlin die Schwedin Ann-Mari Tengbom (* 1907 in Stockholm; † 1999 in Marbella), Tochter des Architekten Ivar Tengbom und Schwester von Anders Tengbom. Aus dieser Ehe stammen sechs Kinder, darunter der vormalige Chef des Fürstenhauses Bismarck, Ferdinand, sowie die aus der Jetset-Szene bekannte Gunilla. Bismarcks Enkel Carl-Eduard von Bismarck war von 2005 bis 2007 ebenfalls Bundestagsabgeordneter. Da Bismarck den Titel „Fürst“ durch den frühen Tod seines Vaters noch vor dem Ende der Monarchie und Abschaffung des Adelsstandes erhielt, konnte er diesen Primogeniturtitel zeitlebens als bürgerlich-rechtlichen Namensbestandteil führen, jedoch nicht an seine Kinder weitergeben.
Bismarcks Erben mussten um Ausgleichszahlungen für das im Zuge der Bodenreform enteignete Rittergut Schönhausen noch vor Gericht streiten. Das Verwaltungsgericht Magdeburg bestätigte zunächst die Ablehnung, weil Bismarck als Stellvertreter des deutschen Botschafters in Rom ab 1940 dem Nationalsozialismus erheblich Vorschub geleistet habe. Diese Entscheidung hob das Bundesverwaltungsgericht auf und wies darauf hin, dass Bismarck Italien vor den deutschen Absichten in Bezug auf auszuliefernde kroatische Juden gewarnt und so zu deren Nichtauslieferung beigetragen habe und dass Bismarcks Verhalten während der Zeit vom NSDAP-Beitritt bis zum Ausscheiden aus dem aktiven diplomatischen Dienst Ende 1944 einer Gesamtwürdigung bedürfe. Ende März 2011 verpflichtete darauf das Verwaltungsgericht Magdeburg die Behörde zur Gewährung einer Entschädigung, weil Bismarck mehr als „Mitläufertum“ in der NS-Zeit nicht anzulasten sei. Dies wird allerdings bestritten, da Bismarck „offenbar“ bereits 1942 von der Vernichtung der Juden wusste und dennoch sein Amt nicht niederlegte, in dessen Ausübung er auch die Auslieferung von jüdischen Flüchtlingen an Deutschland verlangen musste.

## Die Nazi-Auschwitz-Arbeiter von Otto Christian von Bismarck nach dem Ende des Zweiten Weltkriegs
Der deutsche Investigativjournalist Klaus Wiegrefe vom Magazin Der Spiegel berichtete, dass Otto Christian und Ann-Mari von Bismarck nach dem Ende des Zweiten Weltkriegs zwei Auschwitz-Aufseher auf ihrem Grundstück beschäftigt hätten. Sie beschäftigten den letzten Kommandanten von Auschwitz, Richard Baer, und Johann Mirbeth, einen SS-Unteroffizier in Auschwitz. Richard Baer war der letzte Kommandant von Auschwitz und versteckte sich nach dem Krieg fast 15 Jahre lang als Waldarbeiter bei Otto Christian von Bismarck.